# Ured SAD-a za popis stanovništva
Ured SAD-a za popis stanovništva (službeno eng. Bureau of the Census, drugi oblik United States Census Bureau, USCB), prema Razredu 13 Kodeksa SAD-a § 11, glavna savezna agencija Saveznog statističkog sustava SAD-a, odgovorna za pribavljanje podataka o američkom narodu i gospodarstvu. Ured za popis dio je Ministarstva trgovine SAD-a i njegova direktora postavlja Predsjednik Sjedinjenih Američkih Država.
Prva zadaća Ureda za popis je vođenje popisa stanovništva SAD-a svakih deset godina, koji alocira mjesta u Zastupničkome domu Sjedinjenih Država prema saveznoj državi temeljem njihova stanovništva.

## Vanjske poveznice
- Službena stranica (engl.)